# Yoruboid jezici
Yoruboid jezici skupina od (14) jezika iz Benina, Nigerije i Togoa (jedan predstavnik se govori na Kubi), koja čini jednu od tri grane šire skupine defoid jezici|defoid. Dijeli se na dvije podskupine Edekiri sa (13) jezika i Igala (1) s jezikom Igala [igl]. Predstavnici su: 
a. Edekiri (13): ede cabe, ede ica, ede idaca, ede ije, ede nago, ifè, isekiri, kura ede nago, lucumi, manigri (manigri-kambolé ede nago), mokole, ulukwumi, yoruba.
b. Igala (1) Nigerija: Igala [igl]

## Vanjske poveznice
- Ethnologue (14th)
- Ethnologue (15th)